# 三田庄三郎
三田 庄三郎（みた しょうさぶろう、1904年（明治37年） - 没年不明）は、日本の実業家。三田観光企業（株）社長。東京日本料理組合理事。
弟は明治座元会長・三田政吉。

## 経歴
五三郎の三男。父・五三郎は板前の職人で、東京日本橋の福井楼という料亭の料理長を務め、1912年（大正元年）日本橋人形町の玄冶店跡地にて料亭「濱田家」を創業。
日本橋高小卒業。1920年（大正9年）以来料理業を営み、1934年（昭和9年）東日荘浜田家を開業、一旦廃業の後北京料理浜田家を開くも後大島航空鈑金工業取締役となり1946年（同21年）11月浜田家を再開、1951年（同26年）8月三田観光企業を創立社長に就任。

## 人物像
趣味は読書、旅行。宗教は真宗。住所は東京都中央区日本橋中洲。

## 家族・親族

### 三田家
（東京都中央区日本橋中洲）
- 妻・喜美代（久能木誠三長女[1]）
- 長女[1]
- 長男[1]
- 次女[1]
- 次男[1]
- 三田友梨佳 - 大姪（政吉の孫）で元フジテレビアナウンサー。